# Sand Point

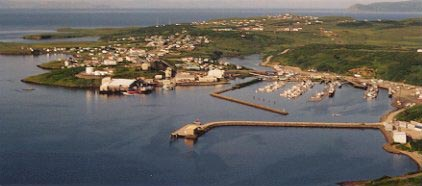
Sand Point

Sand Point é uma cidade localizada no estado americano de Alasca, no distrito de Aleutians East.

## Demografia
Segundo o censo americano de 2000, a sua população era de 952 habitantes.
Em 2006, foi estimada uma população de 918, um decréscimo de 34 (-3.6%).

## Geografia
De acordo com o United States Census Bureau, a localidade tem uma área de 75,0 km², dos quais 20,2 km² cobertos por terra e 54,8 km² cobertos por água.

## Localidades na vizinhança
O diagrama seguinte representa as localidades num raio de 112 km ao redor de Sand Point.